# ریو سانو
ریو سانو (انگلیسی: Reo Sano؛ زادهٔ ۸ ژانویهٔ ۱۹۹۶) رقص، بازیگر اهل ژاپن است. وی از سال ۲۰۱۱ میلادی تاکنون مشغول فعالیت بوده‌است.